# My Life as a 10-Year-Old Boy
Vous lisez un « bon article » labellisé en 2021.
My Life as a 10-Year-Old Boy (litt. « Ma vie dans la peau d'un garçon de dix ans ») est l'autobiographie en langue anglaise de l'actrice américaine Nancy Cartwright. Publiée pour la première fois le 30 septembre 2000 par Hyperion, elle se concentre sur la carrière de Nancy Cartwright, et plus particulièrement son expérience en tant que voix de Bart Simpson dans la version originale de la série Les Simpson. L'ouvrage contient également des citations de la série, des articles journalistiques concernant l'actrice et des anecdotes sur ses rencontres avec les diverses célébrités invitées dans Les Simpson.
La plupart des critiques jugent que le livre est plutôt destiné aux fans des Simpson qu'au grand public. Certains lui reprochent le manque d'histoires intéressantes et la simplicité de son écriture. En 2004, Nancy Cartwright adapte son œuvre en spectacle solo, qu'elle joue en Amérique du Nord et au Royaume-Uni, dont un passage au Edinburgh Festival Fringe.

## Contexte

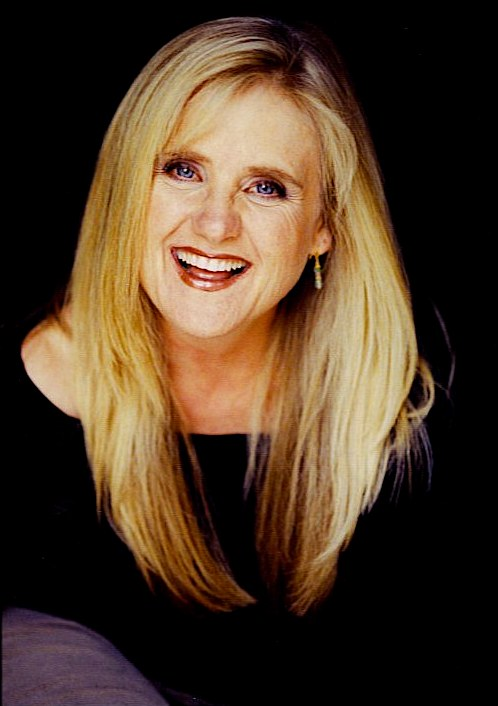
Nancy Cartwright, auteure de l'ouvrage.

Dans le chapitre d'introduction, Nancy Cartwright écrit : « Il y a environ cinq ans, j'ai décidé que je voulais écrire ce livre. Je savais que Les Simpson finirait un jour. [...] J'ai décidé que je préférais l'écrire alors que la série était encore en production ». Dans une interview pour Scotland on Sunday, elle ajoute : « Je voulais raconter mon histoire et j'en avais besoin parce que je reçois énormément de courriers de fans. Les gens sont tellement intéressés par l'ensemble du processus [de production de la série], par la façon dont tout cela se déroule. Le livre est fait pour cela ». Dans une interview de 1995, cinq ans avant d'écrire le livre, Nancy Cartwright fait remarquer qu'elle veut écrire un livre, et que celui-ci s'intitulerait My Life as a 10-Year-Old Boy (Ma vie dans la peau d'un garçon de 10 ans).
L'ouvrage contient des extraits de calendriers et de journaux intimes tenus par Nancy Cartwright au fil des années. Le livre est officiellement annoncé en janvier 2000 et son auteure prévoit d'abord de le publier le 31 octobre,.

## Contenu
My Life as a 10-Year-Old Boy s'ouvre sur une dédicace à Daws Butler, une liste de remerciements et une préface écrite par Dan Castellaneta, un collègue de Nancy Cartwright dans Les Simpson. Le premier chapitre du livre concerne des détails sur la vie de Nancy Cartwright et sa carrière avant 1987. Dans le deuxième chapitre, elle se souvient du jour où elle est allée auditionner pour un rôle dans une série de courts métrages d'animation pour le Tracey Ullman Show. Ces courts métrages parlent d'une famille dysfonctionnelle et Nancy Cartwright a l'intention d'auditionner pour le rôle de Lisa Simpson, la fille aînée. En arrivant à l'audition, elle trouve le rôle de son frère, Bart, plus intéressant. Matt Groening, le créateur des courts métrages, lui permet d'auditionner pour le rôle de Bart, et l'embauche immédiatement après l'avoir entendue lire le script. À partir de là, le livre se concentre sur les différentes expériences de l'actrice en tant que voix de Bart. En 1989, après trois saisons de courts métrages, des épisodes d'une demi-heure sortent en une série intitulée Les Simpson. Dans le chapitre suivant, elle évoque les premiers jours de la série, expliquant le processus d'enregistrement et révélant comment elle a obtenu les rôles de certains des autres personnages qu'elle double, notamment Nelson Muntz et Ralph Wiggum. Au quinzième chapitre, elle parle du paradoxe d'être la voix d'un personnage très célèbre, mais d'être très rarement reconnue.

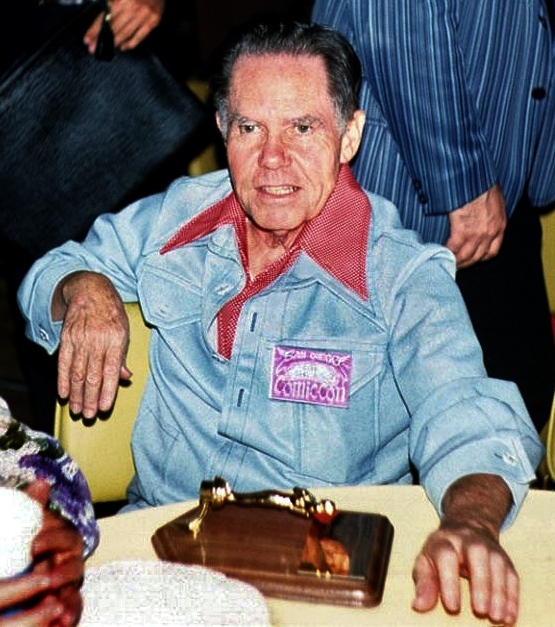
Le livre est dédié à Daws Butler, mentor de Nancy Cartwright lors de ses débuts dans le monde du spectacle.

Plusieurs chapitres sont consacrés à la révélation des « coulisses » de la réalisation d'un épisode des Simpson, notamment concernant les processus d'écriture, d'enregistrement des voix et d'animation. My Life as a 10-Year-Old Boy contient plusieurs extraits de journaux intimes de Nancy Cartwright qui détaillent divers évènements et principalement ses rencontres avec les célébrités invitées dans Les Simpson. Ces célébrités que l'auteure évoque sont Ernest Borgnine, Danny DeVito, Kirk Douglas, Mel Gibson, Kelsey Grammer, Tom Jones, Michael Jackson, Mickey Rooney, Meryl Streep et Elizabeth Taylor. Un chapitre entier décrit le jour où elle apprend que Phil Hartman, acteur régulièrement invité au casting des Simpson, a été assassiné. Le dernier chapitre répond à la question « Qu'est-ce que ça fait d'être la voix derrière la star ? ».

## Accueil
Les 25 000 exemplaires du premier tirage de My Life as a 10-Year-Old Boy sont tous vendus en précommande au Royaume-Uni. Au total, 38 000 exemplaires sont écoulés. Nancy Cartwright commence à faire la promotion de son ouvrage à la fin du mois d'octobre 2000, en commençant par sa ville natale de Dayton en Ohio, où le livre devient l'œuvre non fictive la plus vendue de la ville de la première semaine de novembre 2000,.
Laura A. Bischoff du Dayton Daily News qualifie l'ouvrage d'« ultime guide d'initiation aux Simpson ». Cependant, plusieurs critiques reprochent au livre d'être simple et de contenir assez peu d'histoires intéressantes. Susan Shapiro du New York Times écrit que « bien que le paradoxe d'être une célébrité que personne ne connaît, soit intéressant, les photographies, les entrées de journal intime et les commentaires trop mignons donnent à ce livre l'impression d'être un album personnel ». Rosellen Brewer du Library Journal trouve que « malgré la vie de Cartwright, il n'y a rien de vraiment nouveau ou d'excitant » dans cet ouvrage, « elle savait ce qu'elle voulait faire et a pu le faire ; fin de l'histoire ». Lee Bacchus du Province écrit que « ce petit livre de la voix de Bart Simpson se lit comme s'il avait été écrit par un garçon de 10 ans. Non pas que le tout soit mauvais. Cartwright, qui double Bart, Ralph Wiggum et quelques autres personnages des Simpson, donne un aperçu sans défi des coulisses de la série au succès phénoménal. C'est assez amusant de découvrir comment la série est organisée et comment une adulte a décroché l'un des emplois les plus cools du monde. [...] Si seulement tout n'était pas si impitoyablement guilleret ».
Une autre critique récurrente est que le livre est principalement destiné aux fans des Simpson et non au grand public. Un résumé de l'ouvrage publié dans People explique que l'essentiel de cette œuvre est « réservée aux fans inconditionnels ». Lee Bacchus est du même avis, ajoutant que « Cartwright écrit comme si elle s'adressait aux membres du Fan Club des Simpson, fournissant trop souvent des bribes fades de coulisses dont seuls les obsessionnels se soucieraient vraiment ». Rob Sheridan du National Post pense également que le livre « s'adresse carrément aux fans enragés des Simpson » et critique aussi l'écriture, remarquant que « la chronologie de son histoire est parfois confuse, et beaucoup de phrases donnent ce sentiment de premier brouillon. [...] Mais rien de tout ceci ne vaut la peine de s'énerver ».

## Adaptation théâtrale
En 2004, Nancy Cartwright adapte My Life as a 10-Year-Old Boy en spectacle solo. Décrite comme « une aventure dans Springfield à travers les yeux » de Cartwright, la première partie du spectacle est scénarisée et comprend des anecdotes, des dialogues interprétés avec les voix des personnages de l'actrice et des clips vidéos issus des Simpson,. À la fin du spectacle, Nancy Cartwright anime une session de questions et réponses et parfois joue à un jeu pour permettre au public de participer. Rose Goss, amie de Nancy Cartwright, coécrit et met en scène le spectacle. Nancy Cartwright donne son spectacle dans plusieurs endroits, dont le Big Laugh Comedy Festival à Parramatta en Australie en mars 2004, pendant trois semaines au Edinburgh Festival Fringe à Édimbourg en Écosse en août 2004, à la convention Simpsons Mania à Toronto au Canada en octobre 2004 et aux Riverside Studios à Londres en mai 2005,,,.
Le spectacle reçoit des critiques mitigées. Julian Hall de The Independent lui reproche son manque d'histoires internes sur Les Simpson, ajoutant que « Cartwright ne permet jamais que vous vous ennuyiez, mais cela signifie que certains problèmes sont contournés plus rapidement que les génériques de fin de la télévision américaine. On n'a jamais une véritable idée de ce que c'est d'enregistrer cette série ». Brian Logan du Guardian décrit l'actrice comme une « animatrice enjouée […] désireuse de plaire », mais il trouve que la pièce est « une accumulation excessivement optimiste de parlotes sur Les Simpson ». David Chatterton du British Theatre Guide décrit le spectacle comme « intéressant et divertissant, mais pas vraiment indispensable, même pour les fans des Simpson ». Clive Davis du Times écrit que « contrairement aux Simpson, où pas une réplique, pas une syllabe n'est gaspillée, Cartwright a l'habitude de se perdre dans des anecdotes qui n'aboutissent qu'à des impasses. […] Même le quiz sans enthousiasme impliquant des volontaires du public, meurt de sa belle mort. […] Cependant, les clips vidéos de Cartwright sont dans l'ensemble amusants ».